# Комар (Донецкая область)
Кома́р (укр. Комар) — село в  Украине, находится в Волновахском районе Донецкой области.
Код КОАТУУ — 1421282401. Население по переписи 2001 года составляет 1 705 человек. Почтовый индекс — 85520. Телефонный код — 6243.
По состоянию на 10 марта 2025 года в селе оставалось четыре человека.

## Общие сведения
Основано греческими переселенцами из крымской деревни Комар в 1780 году. С момента основания и по сей день основным видом деятельности является сельское хозяйство и, прежде всего, зерновое производство.
Село расположено на правом берегу реки Мокрые Ялы. Расстояние до райцентра составляет около 82 км и проходит по автодороге местного значения.

## Население
По данным переписи 2001 года население села составило 1705 человек, из них 8,09% отметили родной язык украинский, 84,16% — русский, 7,33% — греческий, 0,12% — армянский и 0,06% — белорусский язык.

## Известные личности
Головко Сергей Васильевич  — директор сельскохозяйственного общества, заслуженный работник сельского хозяйства Украины.
В поселении родились:
- Алчиев Григорий Пантелиевич (* 1946) — украинский художник.
- Егоров Спиридон Михайлович (1908—1999) — Герой Советского Союза.

## Местная власть
85520, Донецкая область, Волновахский район, с. Комар, ул. Егорова, 19, 97-6-75